# Índice de líquido amniótico

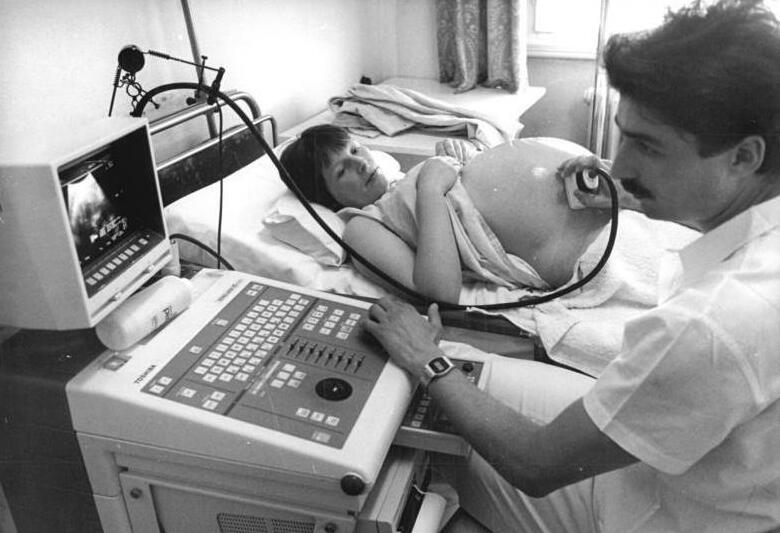
El técnico de ecografías medirá los focos más grandes de líquido amniótico en cuatro secciones diferentes del útero y los sumará para comparar con el índice de líquido amniótico normal.

El índice de líquido amniótico (ILA) es una evaluación de la cantidad de líquido amniótico en una mujer embarazada, y es un indicador de bienestar fetal. Es la parte más utilizada del perfil biofísico. Se obtiene con un ultrasonido, mediante la medición en centímetros del diámetro vertical mayor de cada uno de los cuatro cuadrantes uterinos y luego la adición de estas cuatro medidas. También se puede hacer la exploración única, siempre mediante ecografía, realizando una medición única del diámetro vertical o transversal del mayor cuadrante de líquido amniótico que esté libre de partes fetales y cordón umbilical. El ILA es útil porque se correlaciona de una manera muy aproximada al volumen real de líquido amniótico, y es útil en el diagnóstico de las alteraciones en su cantidad y pensamiento.

## Interpretación
Un ILA <5 - 6 en el tercer trimetre se considera como oligohidramnios y un ILA >18 - 24 se considera como polihidramnios.
Con la medición única, un ILA de:
- 0 - 8 cm es oligoamnios
- 8 - 18 es el valor normal
- > 18 es polihidramnios.[2][3]

La mayoría del volumen del líquido amniótico es aportado por la orina fetal. Este es luego reabsorbido en tan solo en un par de horas por las membranas ovulares y por el cordón umbilical. Por lo tanto, es posible tener distintas cantidades de líquido amniótico de un día para otro, incluso de una hora a la siguiente. Si hay suficiente cantidad de líquido, entonces se infiere que los riñones del bebé están funcionando normalmente y, como consecuencia, se puede asumir indirectamente que los riñones están siendo perfundidos con normalidad, impulsado por una presión sanguínea normal en el feto, y que la actividad del corazón es normal.

## Perfil biofísico

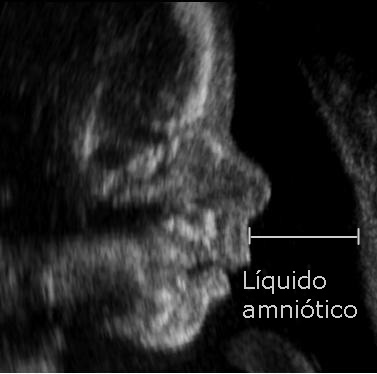
El líquido amniótico es un líquido producido por el feto y que lo rodea durante el embarazo. Actúa principalmente como protección para el feto y proporciona una temperatura estable, amortiguación ante traumatismos externos y permite la libre circulación necesarios para el normal desarrollo de los pulmones.

El ILA es parte del más completo "perfil biofísico" para determinar si un bebé está en peligro o no. El perfil  biofísico consta de los siguientes cinco parámetros de estudio:
- El ILA, como se ha descrito anteriormente.
- El movimiento fetal.
- El tono y postura del feto.
- Los movimientos respiratorios fetales, otro indicador de bienestar fetal. En realidad, el feto no respira, en el sentido de que no intercambia aire, pero la pared del tórax es expansible y se mueve de la misma manera que si estuviera respirando.
- Determinación de la actividad o reactividad cardíaca fetal, también conocida como una prueba sin estrés, en el que la aceleración de la frecuencia cardíaca fetal se comparan, en el tiempo, con los movimientos fetales a ver si correlacionan.

Cada parámetro puede tener una puntuación máxima de 0, 1 o 2. Una puntuación perfecta sacaría 10 de los 10 puntos posibles y se interpreta como un correcto estado de bienestar fetal.  Una puntuación de 6 o menos probablemente amerite ser observado más de cerca por un especialista por estar en franco riesgo de hipoxia. Una puntuación menor de 5 puede indicar una hipoxia inminente y la seria posibilidad de tener que inducir el parto de inmediato.  Si se suman 8 puntos o más, es probablemente un embarazo estable.